# Symphony of Enchanted Lands
Symphony of Enchanted Lands – drugi album studyjny wydany przez Rhapsody 5 października 1998 roku. Album jest kontynuacją sagi Emerald Sword Saga.

## Lista utworów
- Wszystkie utwory napisane przez Luca Turilli i Alexa Staropoli.
- Wszystkie teksty i koncepcja Algalord są autorstwa Luca Turilli.
- Wszystkie linie wokalne i klasyczne wstawki skomponowane są przez Luca Turilli i Alexa Staropoli.
- Aranżacja orkiestrowa autorstwa Alexa Staropoli.

| Nr  | Tytuł | Czas  |
| --- | --- | ----- |
| 1.  | "Epicus Furor" | 1:14  |
| 2.  | "Emerald Sword" | 4:21  |
| 3.  | "Wisdom of the Kings" | 4:28  |
| 4.  | "Heroes of the Lost Valley" I. "Entering the Waterfalls Realm" II. "The Dragons Pride"                                           | 2:04  |
| 5.  | "Eternal Glory" | 7:29  |
| 6.  | "Beyond the Gates of Infinity"                                                                                                   | 7:23  |
| 7.  | "Wings of Destiny" | 4:28  |
| 8.  | "The Dark Tower of Abyss" | 6:46  |
| 9.  | "Riding the Winds of Eternity"                                                                                                   | 4:13  |
| 10. | "Symphony of Enchanted Lands" I. "Tharos' Last Flight" II. "The Hymn of The Warrior" III. "Rex Tremende" IV. "The Immortal Fire" | 13:16 |

## Muzycy
- Fabio Lione – wokal
- Luca Turilli – elektryczna, akustyczna i klasyczna gitara
- Alex Staropoli – instrumenty klawiszowe
- Alessandro Lotta – gitara basowa
- Daniele Carbonera – perkusja

### Muzycy gościnni
- Rosyjskie chóry – Don Kosaken
- Chóry kościelne – Helmstedter Kammerchor - kierowany przez Andreas Lamken
- Chóry – Thomas Rettke, Robert Hunecke-Rizzo, Ricky Rizzo, Cinzia Rizzo, Tatiana Blocn, Davide Calabrese, Michele Mayer, Giuliano Tarlon, Cristiano Adacher, Manuel Staropoli, Fabio Lione, Alex Staropoli, Luca Turilli
- Żeńskie barokowe głosy w Symphony Of Enchanted Lands – Constanze Backes
- Mówione części narracyjne – Sir Jay Lansford
- Marchin drums – Erik Steenbock
- Baroque recorders & obój barokowy – Manuel Staropoli
- Główne skrzypce – Mattnias Brommann
- Viola da gamba – Claas Harders

- Strings ensemble
- Skrzypce – Ulrike Wildenhof, Almut Schlicker, Stefanie Holk, Friedrike Bauer, Matthias Brommann
- Altówki – Marie-Theres Strumpf, Cosima Bergk, Jan Larsen
- Wiolonczela – Hagen Kuhr
- Kontrabas – Andre Neygenfind
- Klawesyn – Stefan Horz
- Gitara akustyczna, mandolina, bałałajka – Sascha Paeth